# Miles Whitney Straight
El Miles M.11 Whitney Straight fue un monoplano de cabina biplaza de los años 30, diseñado y producido por el constructor aeronáutico británico Miles Aircraft Ltd. Fue llamado así por Whitney Straight, piloto de carreras del Grand Prix, aviador y hombre de negocios. El avión fue el primero en combinar una disposición de asientos lado a lado con una cabina cerrada en el sector de la aviación general.
El Whitney Straight fue desarrollado después de que F.G. Miles y Straight reconocieran que tenían ambiciones similares para desarrollar aviones modernos adecuados para los clubes de vuelo y también para los propietarios privados, y por ello decidieron colaborar en su producción. El 14 de mayo de 1936, el primer prototipo realizó su primer vuelo en el Aeródromo de Woodley; la producción en cantidad comenzó poco después. Los Whitney Straight fueron utilizados para realizar varias tareas dentro del mercado civil, como las carreras aéreas y la fertilización.
Miles también realizó acercamientos para introducir el Whitney Straight en el mercado militar. Aunque no fue seleccionado como avión de cooperación con el ejército por el Ejército británico en los años de preguerra, numerosos aviones civiles fueron requisados por el servicio militar durante la Segunda Guerra Mundial, siendo el modelo ampliamente utilizado como avión de comunicaciones. Aunque la producción finalizó en 1937, varios Whitney Straight permanecen en estado de vuelo en el siglo xxi.

## Desarrollo
A finales de 1935, el piloto de carreras del Grand Prix, aviador y hombre de negocios Whitney Straight se esforzó por establecer numerosos clubes de vuelo que dieran servicio en las principales ciudades británicas. Como parte de sus esfuerzos en popularizar la aviación, Straight buscó un aeroplano moderno que fuera lo más adecuado pare ser usado en los clubes y por propietarios privados; específicamente, deseaba que el avión previsto fuera considerablemente más rápido que los lentos biplanos que tradicionalmente dominaban el mercado. También era deseable del avión que presentara una disposición de asientos lado a lado en una cabina cerrada, en lugar de una cabina abierta que necesitase el incómodo uso de tubos acústicos, además de atributos más generales como ser razonablemente fácil de manejar, seguro de volar y económico de mantener y de operar.
En este punto, F.G. Miles de Philips and Powis ya se había labrado una favorable reputación debido a que, entre otras características, los aviones de la compañía habían sido competidores principales en la Carrera de la Copa del Rey, por lo que la misma fue vista por Straight como un compañero natural para su propuesto avión. Una vez contactado por Straight, Miles estuvo de acuerdo con sus objetivos, por lo que los dos decidieron colaborar en el desarrollo y la comercialización del avión, que fue designado M.11 Whitney Straight. Los trabajos en el proyecto avanzaron a un ritmo relativamente alto, permitiendo que el primer prototipo (G-AECT) realizara su primer vuelo en el Aeródromo de Woodley el 14 de mayo de 1936. Pilotado inicialmente por F.G. Miles, el prototipo mostró que el diseño cumplía las expectativas, particularmente en lo que respecta a su facilidad de vuelo y comodidad, al tiempo que también conseguía un 50 % más de velocidad respecto a los biplanos contemporáneos.
Estando lo suficientemente complacidos con las primeras prestaciones del prototipo, la producción en cantidad del Whitney Straight comenzó tan pronto como fue posible, un estado que se informó que se había alcanzado en abril de 1936. Buscando promocionar el modelo, F.G. Miles realizó personalmente una intensa gira alrededor de Europa para mostrar y promocionar el Whitney Straight a clientes potenciales; entre los logros de la gira estuvo un vuelo de 17 000 pies por encima de los Alpes sin el uso de un motor con sobrealimentador. En abril de 1938, la producción del modelo finalizó, momento en el que habían sido completados 50 ejemplares.

## Diseño

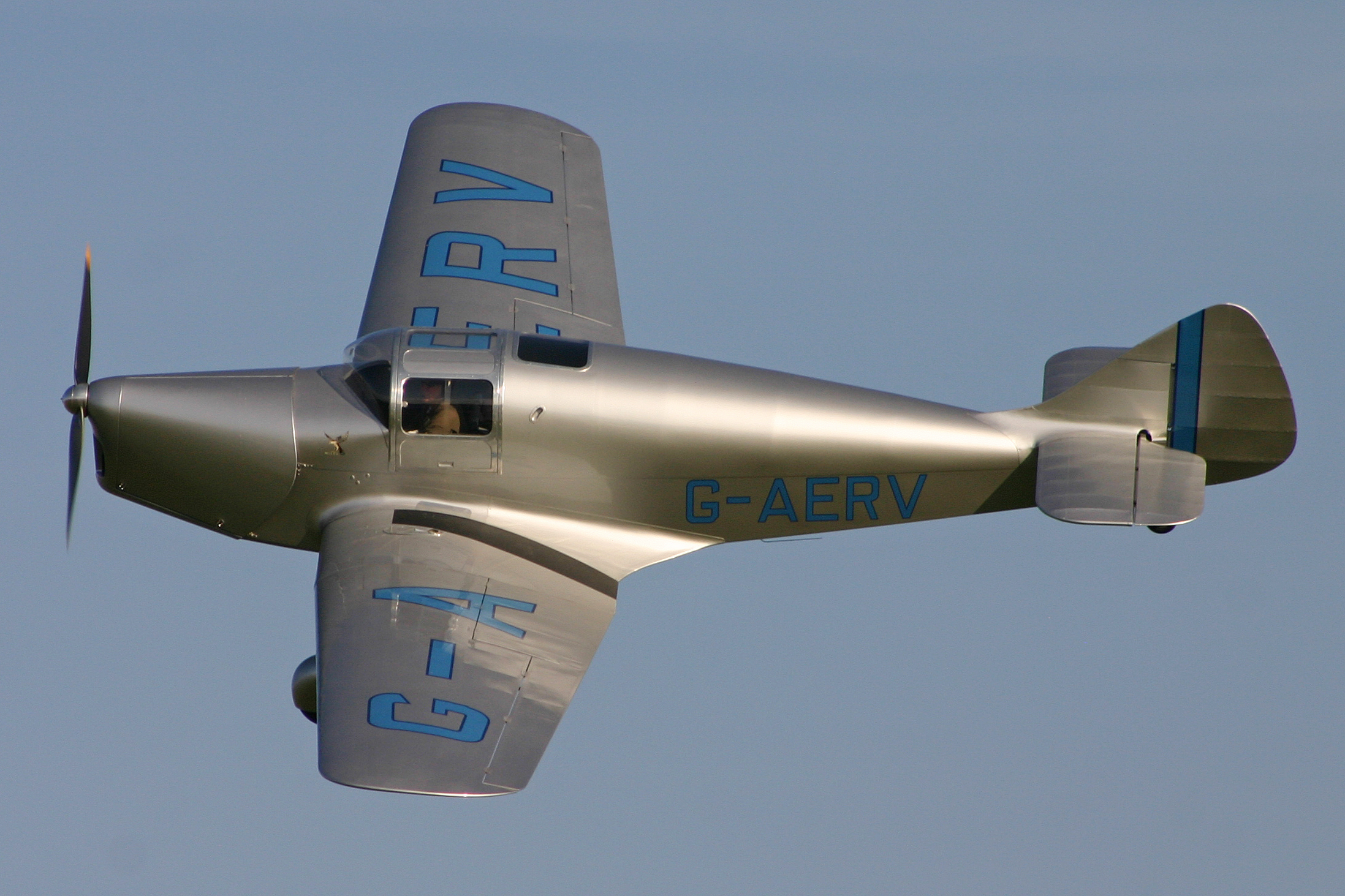
Miles Whitney Straight G-AERV en 2011.

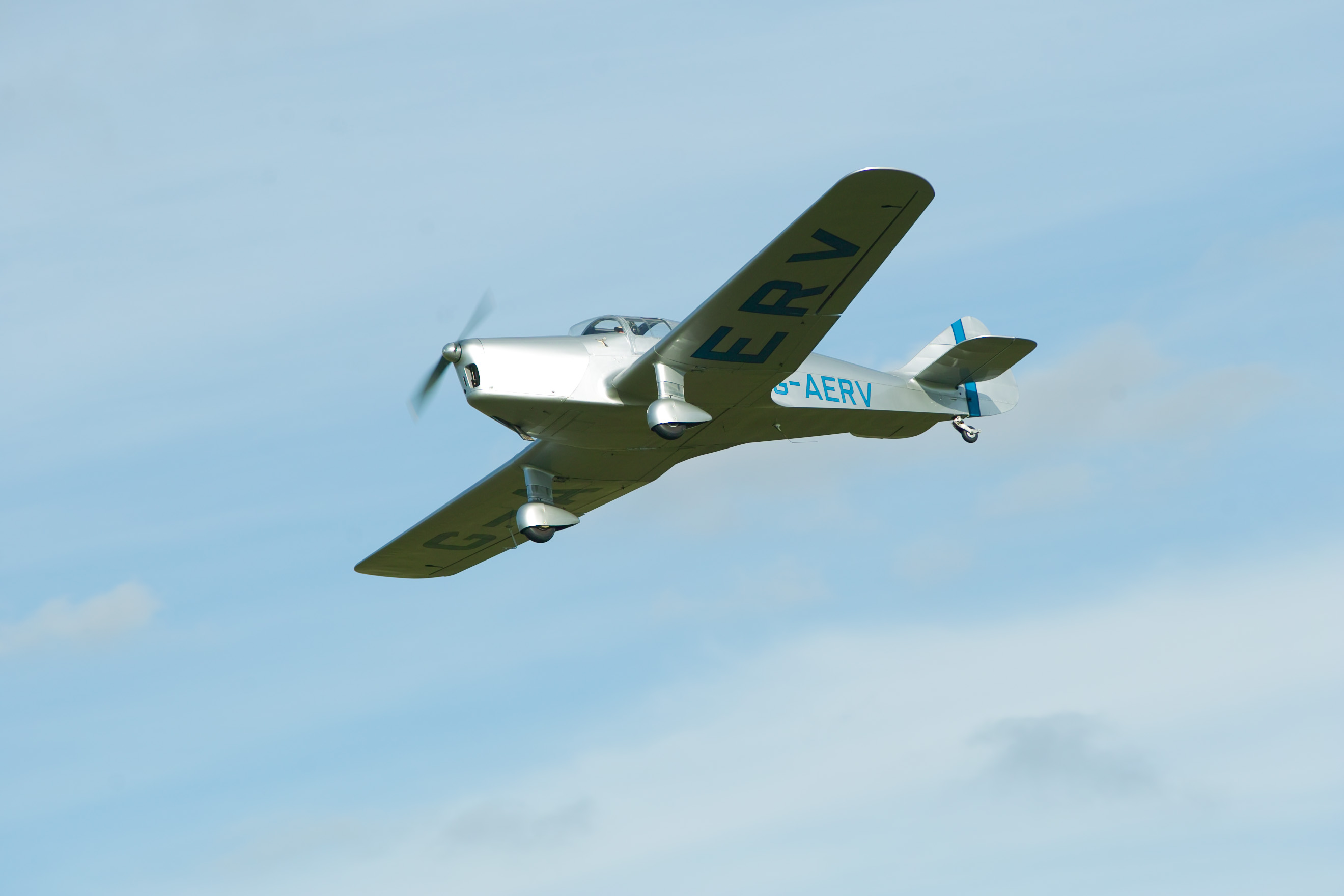
Miles Whitney Straight G-AERV en 2013.

El Miles M.11 Whitney Straight era un monoplano biplaza construido específicamente par ser usado por clubes de vuelo y propietarios privados. Su construcción era principalmente en madera, incluyendo estructuras de abeto y recubrimiento de contrachapado triple de abedul. El Whitney Straight presentaba un tren de aterrizaje principal fijo completado con carenados aerodinámicos, junto con una rueda de cola fija. Se proporcionó una acomodación relativamente cómoda a su piloto, a un único pasajero y al equipaje, dentro de una cabina "lado a lado" cerrada. La cubierta de la carlinga era de una sola pieza, compuesta de Perspex moldeado.
Las alas del Whitney Straight eran relativamente gruesas para la época; se había puesto un considerable esfuerzo en su diseño para definir cuidadosamente sus propiedades de resistencia. Las alas estaban equipadas con flaps divididos operados neumáticamente; a ellos se atribuía que fuera posible la relativamente baja velocidad de despegue de 50 mph, así como el elevado régimen de ascenso del avión. Una disposición alternativa de flaps, que era notablemente más eficiente y producía menos resistencia, al tiempo que aumentaba el coeficiente de sustentación, fue probada durante los últimos años de vida del prototipo; influyó directamente en el diseño de varios aviones posteriores.
Aunque los primeros aviones de producción estuvieron propulsados por un único motor De Havilland Gipsy Major I, también se utilizaron plantas motrices alternativas, como los motores Villiers Maya y Menasco Pirate. Mientras que se usó una hélice de paso fijo en la mayor parte de los aviones, al menos un avión fue equipado con una de paso variable que, entre otros beneficios, acortaba la carrera de despegue requerida y aceleraba su régimen inicial de ascenso.
El Whitney Straight fue promocionado rutinariamente como poseedor de un alto grado de seguridad, principalmente como consecuencia de sus favorables características de manejo. F.G. Miles realizó frecuentemente dramáticas demostraciones para validar esta afirmación, cerrando gases en un acusado ascenso y soltando los controles para que el avión volviera al vuelo nivelado por sí mismo después de sólo un fuerte picado. Incluso volando a altitudes relativamente bajas, sus habilidades de recuperación eran impresionantes.

## Historia operacional
Numerosos Whitney Straight participaron en carreras aéreas; sólo en la Carrera de la Copa del Rey de 1937, uno de los ejemplares quedó segundo, mientras que otro acabó cuarto. Varios ejemplares también fueron modificados como bancadas de motor, así como para probar diferentes diseños de flaps.
El 28 de junio de 1938, el único M.11C construido (G-AEYI) se estrelló en Harefield, Berkshire, con el resultado de la muerte de su piloto, el Jefe de Ala F.W. Stent.
Miles realizó esfuerzos para promocionar el Whitney Straight entre clientes militares, incluyendo su presentación de preguerra como avión de cooperación con el ejército al Ejército británico. Poco después del estallido de la Segunda Guerra Mundial, el Ministerio del Aire requisó 23 Whitney Straight que puso en servicio militar, donde fuero operados como aviones de comunicaciones. Veintiuno de ellos estaban basados en Gran Bretaña, mientras que uno lo estaba en la India y otro, en Egipto. Al menos, un M.11A también sirvió con el Fleet Air Arm entre 1940 y 1943, mientras que se informó que tres aparatos fueron usados por la Real Fuerza Aérea de Nueva Zelanda.
Entre 1939 y 1943, un avión basado en Nueva Zelanda, pilotado por Alan Prichard, participó en pruebas de sembrado aéreo en Ninety Mile Beach, y fue posteriormente usado en el esparcimiento de superfosfato. Estas pruebas eran parte de los experimentos que condujeron al desarrollo de la fertilización aérea y a la proliferación del avión con propósitos agrícolas.
Aunque no se produjo en grandes cantidades, ejemplares de este modelo han tenido frecuentemente largas vidas operativas. Al menos un avión se mantiene en condiciones de vuelo.

## Variantes
Datos de: British civil aircraft 1919-1972 Volume III.
M.11
Prototipo, uno construido.
M.11A
Versión principal de producción con pequeños cambios, 47 construidos.
M.11B
El único M.11B estaba propulsado por un motor Amherst Villiers Maya I de 101 kW (135 hp), añadiendo 16 km/h a su velocidad máxima y 1,0 m/s a su régimen de ascenso.
M.11C
El único M.11C estaba propulsado por un motor De Havilland Gipsy Major II de 108 kW (145 hp), que movía una hélice de paso variable.

## Operadores
Nueva Zelanda
- Mount Cook Airline
- Real Fuerza Aérea de Nueva Zelanda

 Reino Unido
- Real Fuerza Aérea
- Marina Real
- Starways: G-AFGK.

## Supervivientes
- G-AERV, cn 307, en el Reino Unido.
- G-AFGK, cn 509, en el Reynolds-Alberta Museum, Wetaskiwin, Alberta.

## Especificaciones (M.11A)
Referencia datos: Miles Aircraft since 1925, British Civil Aircraft 1919–1972: Volume III

### Características generales
- Tripulación: Uno (piloto)
- Capacidad: Un pasajero
- Longitud: 7,6 m (24,9 ft)
- Envergadura: 10,9 m (35,7 ft)
- Altura: 2 m (6,5 ft)
- Superficie alar: 17,4 m² (187,3 ft²)
- Peso vacío: 578 kg (1273,9 lb)
- Peso cargado: 860 kg (1895,4 lb)
- Planta motriz: 1× motor lineal invertido de 4 cilindros refrigerado por aire De Havilland Gipsy Major I.
  - Potencia: 97 kW (134 HP; 132 CV)
- Hélices: Bipala de paso fijo
- Alargamiento: 6,8
- Capacidad de combustible: 136 L

### Rendimiento
- Velocidad máxima operativa (Vno): 233 km/h (145 MPH; 126 kt)
- Velocidad crucero (Vc): 210 km/h (130 MPH; 113 kt)
- Alcance: 920 km (497 nmi; 572 mi) con 136 L de combustible
- Techo de vuelo: 5600 m (18 373 ft)
- Régimen de ascenso: 4,3 m/s (846 ft/min)
- Carga alar: 50 kg/m² (10,2 lb/ft²)

## Aeronaves relacionadas

### Desarrollos relacionados
- Miles Monarch

### Secuencias de designación
- Secuencia M._ (interna de Miles): ← M.8 - M.9 - M.9A - M.11 - M.12 - M.13 - M.14 →